# Bjärnå
Bjärnå (finska: Perniö) är en tätort och före detta kommun i Salo stad i landskapet Egentliga Finland i Finland. Bjärnå är belägen mellan Ekenäs (35 km) och centralorten Salo (23 km). Bjärnå tätort har cirka 2 500 invånare.
Vid årsskiftet 2008/2009 slogs Bjärnå kommun samman med staden Salo.

## Sevärdheter
- Mellan Kimitoön och Bjärnå ligger Strömma kanal, där man som enda plats i Finland kan märka tidvatteneffekten.
- Lupaja fornstigar och ett flertal jättehögar berättar om bosättarna på de områden som korsas av Asteljoki, Bjärnå å och Kisko å redan för fornhistoriska årtusenden sedan.
- S:t Laureus gråstenskyrka från 1480, Överby gårds träkyrka från 1756, med begravningsplats från järnåldern, en brukskyrka av trä vid Koskis herrgård från 1787 och Tykö kyrka i pagodstil, den minsta i sitt slag i Finland från 1830. Det bör vidare nämnas att kyrkan i Koskis är i privat ägo.
- De forna bruksorterna Koskis, Tykö, Kirjakkala, Mathildedal och Näse med sina herrgårdar, kyrkor, dammar och bruksbyggnader är historiska monument över järnindustrin i Bjärnå från och med 1600-talet[3].
- Salos historiska museum Samu: Bjärnå museum

## Historia
Bjärnåregionen är en gammal bosättningsplats med kulturarv från stenåldern. Ett stort antal fornfynd som gjorts i socknen vittnar om detta. Den äldsta skriftliga noteringen om Bjärnå härstammar från 1330. Bjärnås läge invid Kungsvägen bidrog till uppkomsten av att ett flertal herrgårdar. Vid en del herrgårdar anlades på 1600-talet järnbruk. Bland järnbruken kan förtjäna att nämnas: Mathildedals bruks aktiebolag. Metall- och verkstadsindustrin är än i dag betydande i Bjärnå.
Bjärnå kommun grundades 1868 och hör sedan 2000 till Salo ekonomiska region. Den 1 januari 2009 sammanslogs Bjärnå kommun, liksom även Finby, Halikko, Kiikala, Kisko, Kuusjoki, Muurla, S:t Bertils och Suomusjärvi med Salo stad. Kommunalnämnden i Bjärnå fattade den 11 juni 2007 beslutet om sammangående med Salo.
Före kommunsammanslagningen var Bjärnå en enspråkigt finsk kommun. Det har dock inte alltid varit så, 1903 utgjorde finlandssvenskarna en åttondel av befolkningen.

## Byar
Inom den gamla kommungränsen ingick byarna Aitolax (fi. Aitolahti), Aaljoki, Arpalax (fi. Arpalahti), Boböle (fi. Puopyöli), Bondböle (fi. Puontila), Bondtykö (fi. Talonpojan Teijo), Breitsböle (fi. Preitti), Broända (fi. (Provani), Ekkulla (fi. Eikkula), Ervastböle (fi. Ervasto), Finnäng (fi. Suomenniittu), Foudila (fi. Foula), Germundsvidja, Gesterby, Hirvlax (fi. Hirvilahti), Kanturböle (fi. Kantturpyöli), Kaukonböle (fi. Kaukonpyöli), Ketunböle (fi. Ketunpyöli), Kirakböle (fi. Kirakka), Koskis (fi. Koski), Krogsböle (fi. Krootila), Lappnäs (fi. Lappi), Lassinböle (fi. Lassinpyöli), Lemo gård (fi. Lemu), Lide (fi. Liiri), Lillappnäs (fi. Vähä-Lappi), Lillbaggböle (fi. Vähä Pakapyöli), Litslaböle (fi. Vähäpyöli), Långvik (fi. Lanviiki), Lövböle (fi. Leipyöli), Mackarböle (fi. Makarla), Mathildedal (fi. Matilda), Muddais (fi. Mutainen), Näse gård (fi. Latokartano), Pojo (fi. Pohjankylä), Pojo gård (fi. Pohjankartano), Pääris (fi. Päärinen), Skinnfällskog (fi. Skoila), Storbaggböle (fi. Iso Pakapyöli), Suksenböle (fi. Suksenpyöli), Träskböle, Tykö (fi. Teijo), Viborgs gård (fi. Viipuri), Vineme (fi. Vihiniemi), Överby (fi. Ylönkylä) och Överby gård (fi. Yliskylä).

## Politik

### Mandatfördelning i Bjärnå kommun, valen 1976–2004
| 2 | 11 |  |  | 7 | 5 |

| 2 | 11 |  |  | 7 |  | 4 |

| 2 | 11 |  | 9 | 4 |

|  | 12 | 10 | 4 |

|  | 12 |  | 9 | 4 |

|  | 11 | 11 | 4 |

|  | 10 |  | 11 | 4 |

|  | 10 |  | 10 | 5 |

| 17 | 10 |

## Vänorter
- Sandnes – Norge
- Nyborg – Danmark
- Mariestad – Sverige
- Elva – Estland

## Bilder

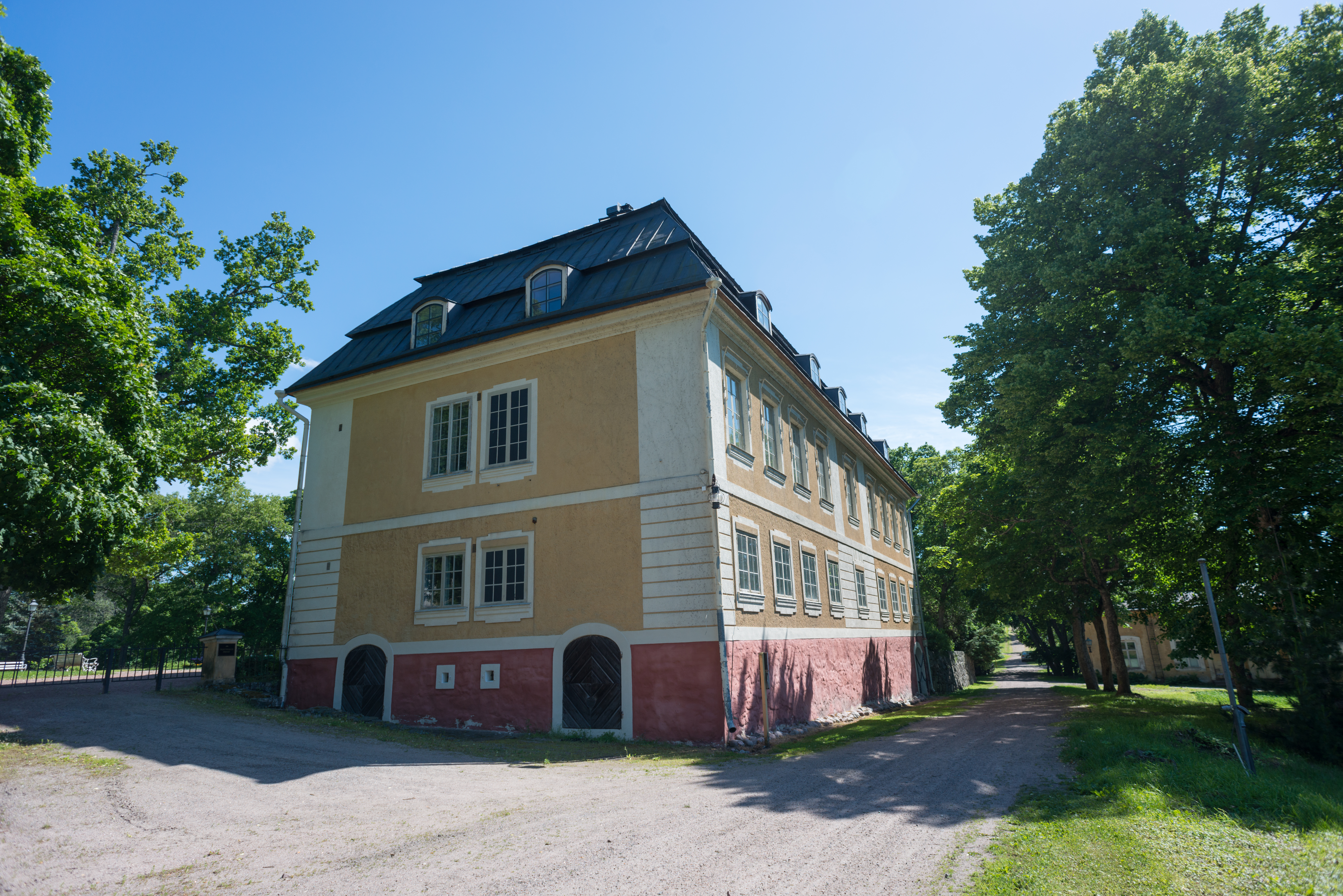
Tykö gård (Christian Friedrich Schröder 1770)
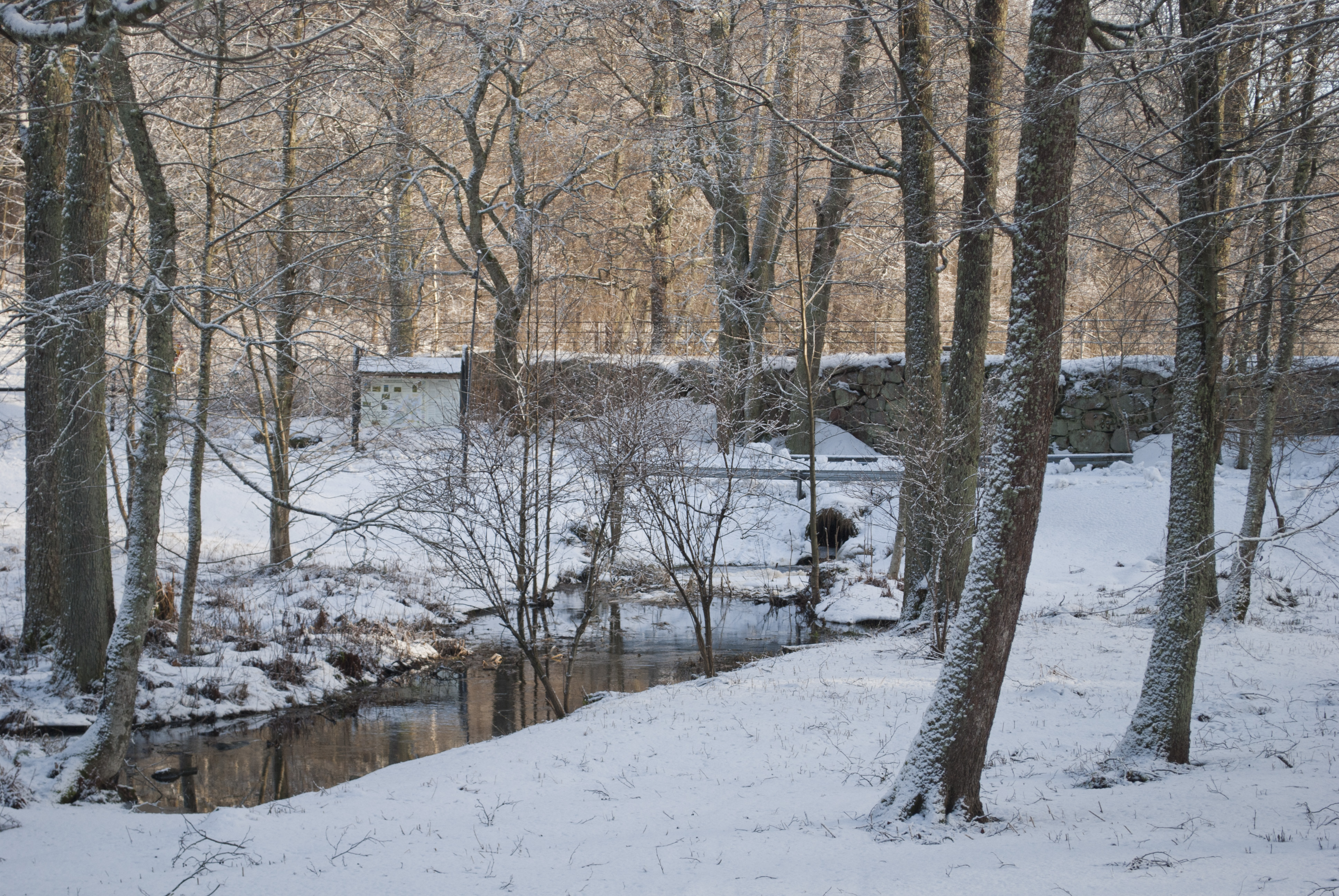
Dammen vid Kirjakkala bruk från 1688
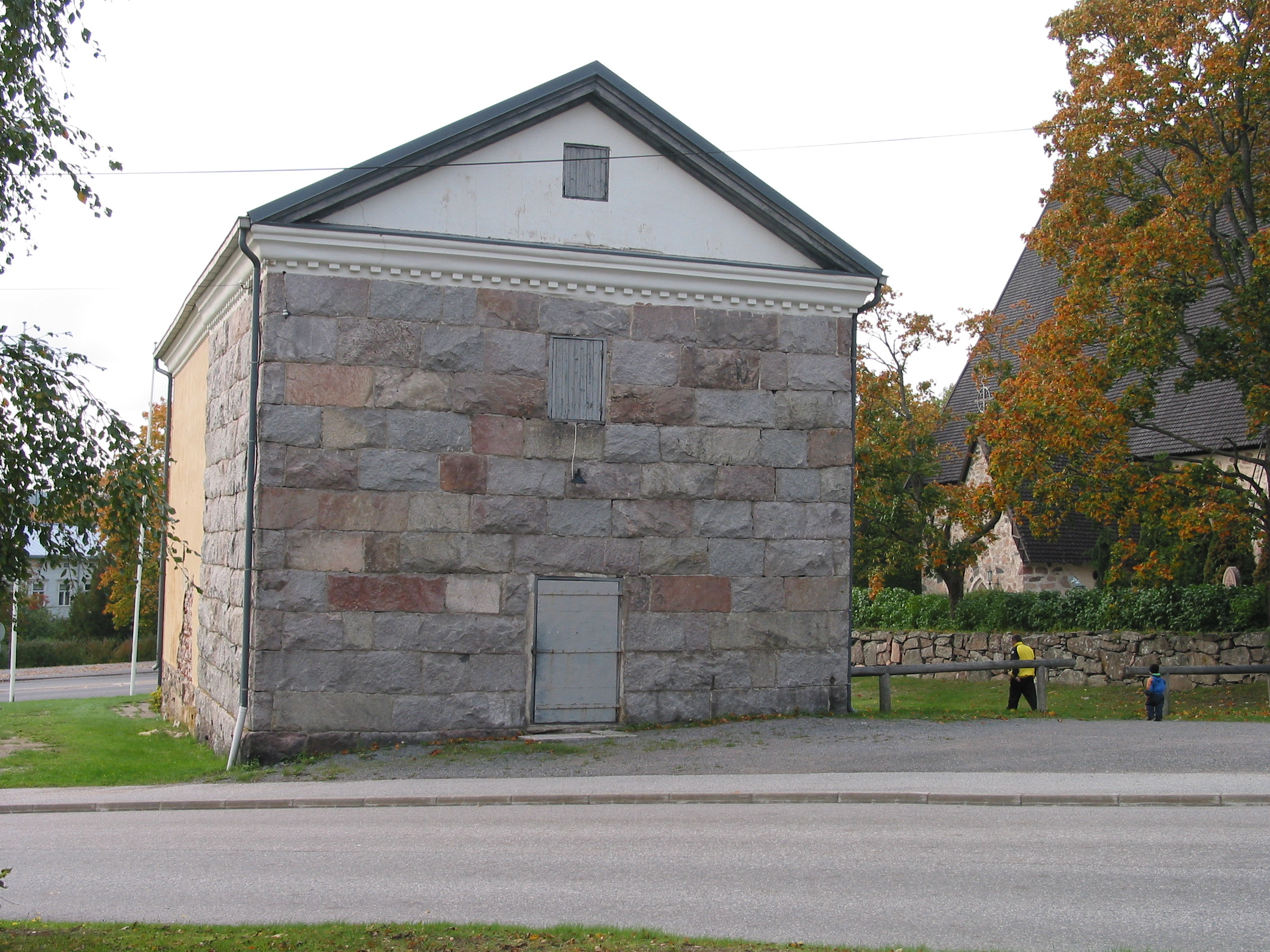
Spannmålsmagasinet vid Bjärnå kyrka (1820, förstorat 1896)
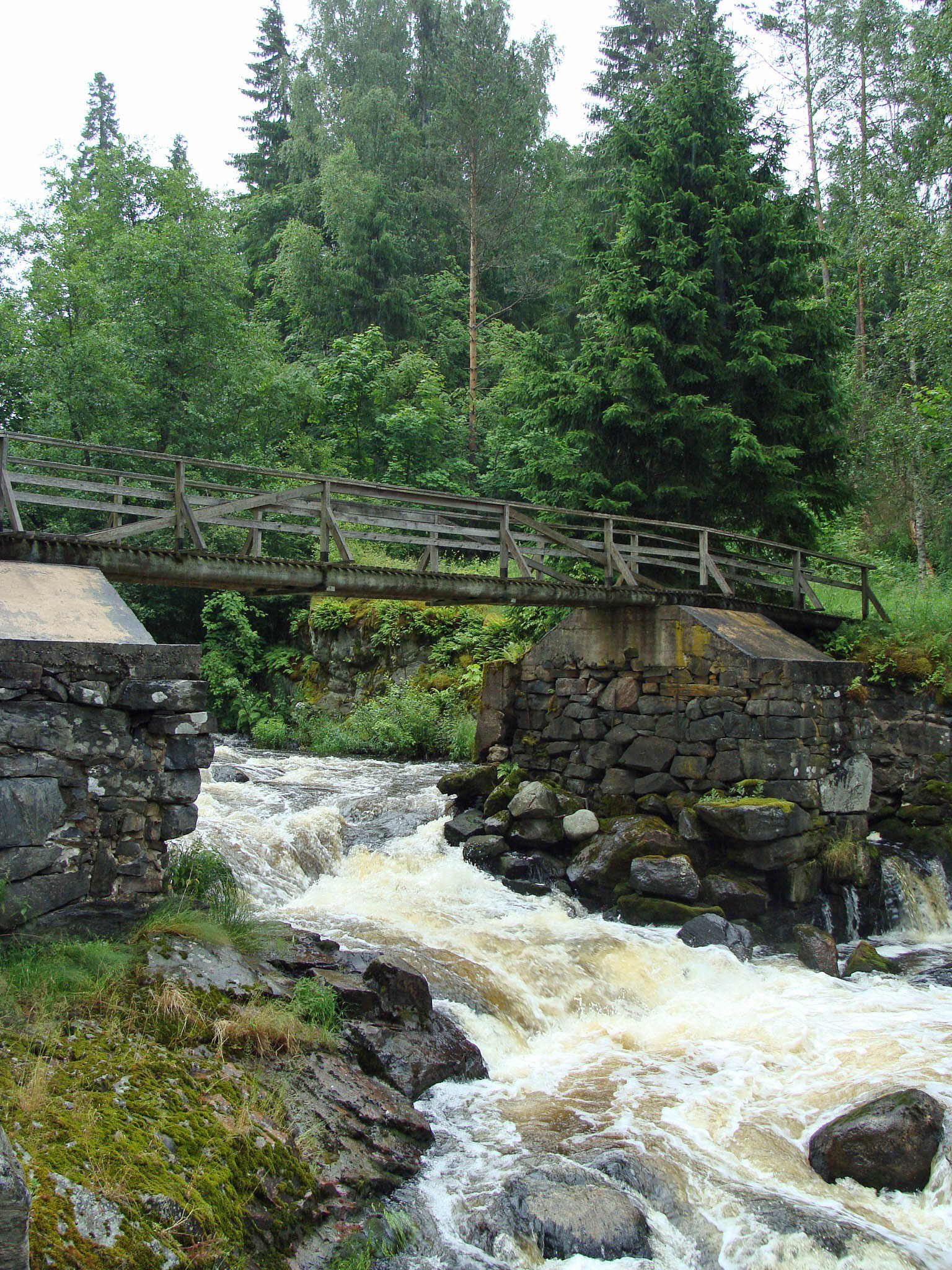
Forsen vid Bjärnå kungsladugård

## Personer från Bjärnå
1. Oskar Rancken (1824 - 1895), pedagog och historiker